# 北原一咲
北原 一咲（きたはら いさき、1972年12月5日 - ）は、日本の女優、歌手である、本名は「嶋崎ひとみ」。研音に所属していた。

## 来歴
- 風戸まどか 名義で1stシングル「会えない夜でも感じる」で1996年8月25日にCDデビュー。
- その後は主にテレビドラマに出演[3]。
- 2009年以降の出演は確認できず、所属する事務所の「研音グループ」の自身プロフィールサイトが削除されており現在の活動は不明[4]。

## 人物
- 趣味は映画観賞、特技はピアノ、バレーボールである。血液型はO型、星座はいて座[1][2]。

## 出演

### ドラマ
- スチュワーデス刑事2 江本エリカ 役
- ショムニ第1シリーズ、第2シリーズ 水落聡美 役 (レギュラー)
- 税務調査官・窓際太郎の事件簿
- ハッピー・マニア(レギュラー)
- 救命病棟24時 五十嵐響子 役[5](4)(7)(8)(10)-(12)
- 傷だらけの女 林直美 役
- 古畑任三郎第3シリーズ第9話（episode36）「追いつめられて（雲の中の死）」 客室乗務員・空閑 役[6]
- イマジン (レギュラー)
- 金曜エンタテインメント「盗撮・覗かれた主婦」（2000年3月24日、フジテレビ） - 秘書・小松原悦子 役
- 世にも奇妙な物語秋の特別編
- 救命病棟24時スペシャル
- 救命病棟24時   救命医 ・ 小島颯

### 映画
- スペーストラベラーズ

### 雑誌
- オリコン ウィーク ザ 一番（インタビュー収録）
- スピリッツ
- CLASSY

### その他
- ビデオジョッキー（パーソナリティー）

## ディスコグラフィー
- 全て風戸まどか名義

| 枚  | 発売日        | タイトル             | レーベル                       | 備考                                    |
| --- | ------------- | -------------------- | ------------------------------ | --------------------------------------- |
| 1st | 1996年8月25日 | 会えない夜でも感じる | ワーナーミュージック・ジャパン | 慢性吉本炎エンディングテーマ。          |
| 2nd | 1997年5月25日 | ピリオド             | ワーナーミュージック・ジャパン | 快傑熟女!心配ご無用エンディングテーマ。 |